# Leptogenys ankhesa
Leptogenys ankhesa é uma espécie de formiga do gênero Leptogenys, pertencente à subfamília Ponerinae.